# 不帶形容詞的無政府主義
不帶形容詞的無政府主義（英語：Anarchism without adjectives），源自西班牙语。歷史學家喬治·理查·埃森韋恩（George Richard Esenwein）曾表示：「無連字號形式的無政府主義，就是沒有貼上任何形容標籤如共產主義、集體主義、互助主義或個人主義等的一種無政府主義學說。對其他人來說，......其容忍各式無政府主義學說並存的態度是容易被理解的。」

## 起源
最早提出此項概念的是古巴裔無政府主義作家費南多·塔利達·德爾·馬莫爾（Fernando Tarrida del Mármol），他因1880年代互助主義者、共產無政府主義者和集體無政府主義者展開激烈辯論而感到不安。「不帶形容詞的無政府主義」試圖對雙方展現更大的寬容，並明確的指出無政府主義者不應將已有定見的經濟計畫或理論強加在任何人身上。「不帶形容詞的無政府主義者」傾向否定任何有缺陷的經濟模型，或是採取多元立場，一定程度的接受所有理論以便於互相抑制。無論如何，對這些無政府主義者而言，經濟上的偏好是「次要」的，主要的是廢止所有強迫性的管理與統治。

## 歷史
「不帶形容詞的無政府主義」這個理論性觀點是無政府主義運動內的激烈辯論所產生的副產品。其論點的根源可追溯自1876年巴枯寧逝世後的無政府共產主義的發展。無政府共產主義並非與集體無政府主義完全不同（詹姆士·季佑姆（James Guillaume）將巴枯寧的無政府主義思想納入他知名的著作《On Building the New Social Order》，集體主義的經濟制度逐漸發展成「自由共產主義」），共產無政府主義者發展、深化、豐富巴枯寧的思想，就如同巴枯寧發展、深化、豐富普魯東思想一樣。與共產無政府主義相關的學者有艾里塞·雷克呂、卡羅·卡費洛（Carlo Cafiero）、艾力格·馬拉泰斯塔和（最知名的）克鲁泡特金。
無政府共產主義思想在歐洲取代了集體無政府主義成為無政府主義的主流趨勢，但西班牙例外。在這裡，主要的議題不是對於共產主義的疑問（雖然里卡多·梅拉（Ricardo Mella）對共產主義提出質疑），而是對於共產無政府主義修改策略的疑問。在這段時期（1880年代），無政府共產主義者強調無政府主義激進份子的地方組織，反對工會主義，表現出一定程度的反全球化。不出所料，這些策略上的改變引起了強烈支持工人階級組織和鬥爭的西班牙集體主義者的廣泛討論。
這場衝突很快地蔓延到西班牙以外的地區，並登上巴黎的《反抗》（La Revolte）雜誌。這讓許多無政府主義者同意馬拉泰斯塔的論點：「這是不對的，至少可以這樣說，我們之間的爭鬥為的只是假說。」之後，多數無政府主義者同意（使用馬克斯·耐特勞（Max Nettlau）的話）：「我們無法預知未來的經濟發展」，開始強調他們對於自由社會如何運作的共同看法。隨著時間的進展，多數無政府共產主義者認知到，忽略勞工運動讓他們的思想無法傳入勞工階層。

### 美國
同樣的，個人無政府主義者和無政府共產主義者在美國也出現激烈的辯論。班傑明·塔克認為無政府共產主義者並非無政府主義者，而約翰·莫斯特（Johann Most）也提出類似的想法。抱持各式經濟思想的無政府主義者展開「激烈辯論」，許多人對此感到憂心並呼籲無政府主義者之間應有更大的寬容。有些人稱之為「不帶形容詞的無政府主義」。
伏爾泰琳·克蕾把自己歸類於純粹的「無政府主義者」，提出「不帶形容詞的無政府主義」，因為在沒有政府的情況下，各種實驗將會在各地進行，以決定最適合的形式。伏爾泰琳試圖調解各學派，並在自己的論文《無政府主義》中寫道：「在強迫的元素進來，並且迫使沒有意願的人們待在這個有著他們所不同意的經濟協議的社會之前，（這些制度）沒有一個不是無政府式的。（我說的「不同意」不是指他們不喜歡......我的意思是嚴重的分歧，已威脅到他們基本的自由......）......因此我認為每個有著自由的人們可以選擇他們所支持的任何制度，並與作出其他選擇的人一樣成為完全的無政府主義者。」
歷史上，信奉「不帶形容詞的無政府主義」的無政府主義者反對資本主義。費南多·塔利達·德爾·馬莫爾最初使用此詞彙是呼籲集體無政府主義者與共產無政府主義者間表達寬容，他們都一樣是拒絕資本主義。伏爾泰琳·克蕾在評論威廉·麥金萊暗殺事件時表示：「資本主義的地獄創造了絕望；絕望的拼命行動！」馬拉泰斯塔在感歎廢除私有財產制的困難時表示：「但這不能阻止我們現在，或未來，反抗資本主義或其他專制形式。」

## 今日
「無政府主義」已成為各意識形態運動用來自我描述的名詞，例如無政府共產主義、無政府工團主義、無政府資本主義、生態無政府主義和加密無政府主義。
佛雷德·伍德沃斯（Fred Woodworth）稱自己的無政府主義是「沒有形容詞」：「我的無政府主義沒有前綴詞或形容詞。我認為工團主義能夠運作，自由市場無政府資本主義、無政府共產主義也能，甚至是無政府隱士（Anarcho-hermits），這都要依情況而定。」
一些不認同「不帶形容詞的無政府主義」的無政府主義者，反對「不帶形容詞的無政府主義」對於無政府資本主義的寬容。舉例來說，「無政府主義問題集」（An Anarchist FAQ）的作者視自己是社會無政府主義者，認為「不帶形容詞的無政府主義」不應寬容無政府資本主義。相反的，Anarchism.net 網站旨在宣揚包括無政府資本主義在內的各式無政府主義間的寬容與夥伴關係。自由市場無政府主義者（Free-market anarchism）羅德瑞克·隆（Roderick Long）認為，被「無政府主義問題集」承認為正統無政府主義的互助主義者（Mutualism），和無政府資本主義者之間的差異極小，「沒有立場接受他們之間的二分法」。

## 延伸閱讀
- Nettlau, Max. . Freedom Press. 2001: 195–201.

## 外部連結
- Anarchism.net（页面存档备份，存于）
- PolyArchy.org （页面存档备份，存于）
- Anarchism Without Hyphens